# Patos (microregio)
Patos is een van de 23 microregio's van de Braziliaanse deelstaat Paraíba. Zij ligt in de mesoregio Sertão Paraibano en grenst aan de microregio's Serra do Teixeira, Piancó, Sousa, Seridó Ocidental (RN), Seridó Ocidental en Cariri Ocidental. De microregio heeft een oppervlakte van ca. 2.484 km². In 2006 werd het inwoneraantal geschat op 124.018.
Negen gemeenten behoren tot deze microregio:
- Areia de Baraúnas
- Cacimba de Areia
- Mãe d'Água
- Passagem
- Patos
- Quixaba
- Santa Teresinha
- São José de Espinharas
- São José do Bonfim

Mesoregio's: Agreste Paraibano · Borborema · Mata Paraibana · Sertão Paraibano

Microregio's: Brejo Paraibano · Cajazeiras · Campina Grande · Cariri Ocidental · Cariri Oriental · Catolé do Rocha · Curimataú Ocidental · Curimataú Oriental · Esperança · Guarabira · Itabaiana · Itaporanga · João Pessoa · Litoral Norte · Litoral Sul · Patos · Piancó · Sapé · Seridó Ocidental · Seridó Oriental · Serra do Teixeira · Sousa · Umbuzeiro